# Apinayé jezik
Apinayé jezik (apinagé, apinajé; ISO 639-3: apn), jezik sjeverozapadne skupine porodice ge kojim govori 1 260 (2003 FUNASA) ljudi istoimenog plemena (Apinayé), naseljenih u šest sela na području brazilske države Tocantins, blizu Tocantinópolisa.
Pismo: latinica.

## Glasovi
- 30: p t k tS v "s Z mb ndj Ng r.[ ? i i~ e E E~ a a~ u u~ uu uu~ o o~ o( O ^ ^~ nd[2]

## Vanjske poveznice
- Ethnologue (14th)
- Ethnologue (15th)
- Pat Ham, Apinayé Grammar